# Этнеянки
«Этнеянки» — трагедия древнегреческого драматурга Эсхила, написанная приблизительно в 470 году до н. э. и посвящённая мифам Сицилии. Её текст полностью утрачен.
Главная героиня пьесы — сицилийская нимфа Этна, ставшая против своей воли возлюбленной Зевса и поглощённая землёй, но позже родившая божественных близнецов Паликов. Эсхил написал трагедию накануне своей поездки на Сицилию (примерно 470 год до н. э.), чтобы поставить её при дворе сиракузского тирана Гиерона I, незадолго до этого основавшего город Этну. Текст пьесы полностью утрачен. Антиковеды предполагают, что к «Этне» относятся небольшие папирусные отрывки о Мире и Правде.